# Кэмпбелл, Джей Скотт
Джей Скотт Кэмпбелл (англ. J. Scott Campbell, полное имя Джеффри Скотт Кэмпбелл (англ. Jeffry Scott Campbell; род. 12 апреля 1973, Ист-Тавас, Мичиган) — американский художник-комиксист, известный, прежде всего, как создатель привлекательных женских персонажей.
Использует несколько псевдонимов, в том числе «Jeff Scott», но, чаще всего, подписывается как «J. Scott Campbell». Стал известен, как один из создателей серии комиксов «Ген-13» издательства WildStorm. Позже, начал сотрудничать с Marvel Comics (в первую очередь, как художник в работе над серией «Удивительный Человек-Паук»).

## Биография
Скотт Кэмпбелл родился в маленьком городке Ист-Тавас, штат Мичиган, 12 апреля 1973 года. Он не сохранил каких-то особенных воспоминаний об этом городе, так как, когда он был ещё очень маленьким, семья Скотта переехала в Денвер, Колорадо. У Скотта есть старшая сестра (архитектор) и младший брат (музыкант).
В 1989 году, в возрасте 15-и лет, Скотт участвовал и победил в конкурсе «Invent the Ultimate Video Game» опубликованном в шестом выпуске официального журнала фирмы Nintendo «Nintendo Power». Для участия в конкурсе принимались рисунки и концепты относящиеся к области видеоигр. Скотт прислал на конкурс цветной рисунок по игре «Lockarm», который и принёс ему победу. Через много лет, в 200 выпуск «Nintendo Power» был вложен постер авторства Кэмпбелла, изображающий самых известных героев игр Nintendo, а также было опубликовано интервью с ним, в котором Скотт делится воспоминаниями о том конкурсе «Invent the Ultimate Video Game».
В 1993 году Скотт переехал в Сан-Диего.

## Профессиональная карьера

### Wildstorm/DC
Самыми известными работами Кэмпбелл, созданными в период работы с издательством Wildstorm, являются серии «Danger Girl» и «Ген-13».
В 1998 году, вместе со своими друзьями, художниками комиксов Джо Мадурейра и Умберто Рамосом открывают импринт Cliffhanger, как часть Wildstorm Productions. Через этот импринт они начинают публиковать серию «Danger Girl» — историю приключений группы девушек спец-агентов. По этой серии в дальнейшем была создана видеоигра для Sony PlayStation, а также опубликовано несколько спин-оффов в виде ограниченных серий или единичных выпусков, нарисованных различными художниками американской индустрии комиксов.
В августе 2005 года, вместе со своим партнёром по серии «Danger Girl», сценаристом Энди Хартнеллом, Кэмпбелл начинает публиковать новую серию «Wildsiderz».
В 2006 году Скотт предлагает свой вариант обложки для первого выпуска (#0) второго тома серии «Лига Справедливости», эта версия обложки и была впоследствии использована при публикации.
В 2007 году Кэмпбелл создает обложки для ограниченной серии (6 выпусков) комикса «Freddy vs. Jason vs. Ash».

### Marvel
На WizardWorld 2006 Comic Convention в Лос-Анджелесе, было объявлено, что Кэмпбелл заключил с компанией Marvel Comics эксклюзивный контракт на работу над комиксом «Человек-паук» по сценарию Джефа Лоуба. До этого, в 2003 году, Скотт рисовал обложки для серии «The Amazing Spider-Man». Marvel планировала начать публикацию этой новой серии в 2008 году, и Кэмпбелл даже дал в 2007 году видеоинтервью на данную тему на Wizard World Chicago Comic Con, но проект был отменён. Однако, в интервью, которое Скотт дал на C2E2 2010 года, он заявил, что официальной отмены проекта не было.

## Инструментарий

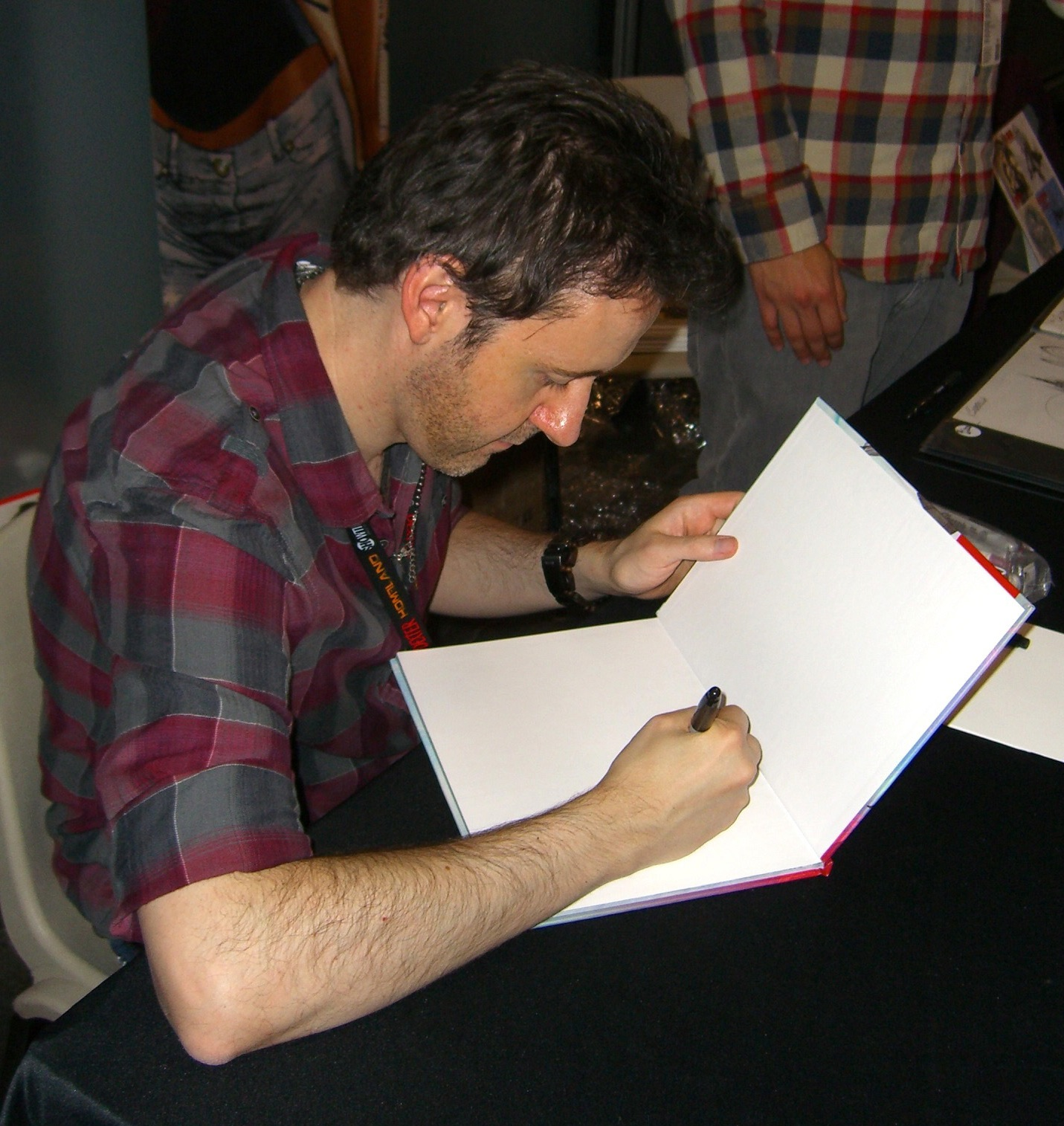
Работа над эскизом

Кэмпбелл работает механическим карандашом со стержнем Sanford Turquoise твёрдости H. Этот стержень был выбран за свою мягкость и черноту, а также, за то, что он позволяет выполнять эскизы с минимальным появлением графитной пыли на листе бумаги. Твёрдость H — это хороший компромисс между высокой твёрдостью стержня, при которой трудно получить чёткий чёрный цвет, и мягкими стержнями, имеющими склонность к размазыванию и осыпанию. Кроме данного вида стержня, Скотт использует стержни с жёсткостью HB и F.
Для заточки стержней он использует точилки Berol Turquoise, меняя их раз в 4-6 месяцев, так как, по мнению Скотта, это как раз период, за который они теряют способность к качественной заточке.
Для корректировки рисунка Скотт использует комбинацию из ластика Magic Rub и ластиков в виде стержней с механическим держателем. С тех пор, как он перешёл на цифровую контуровку, Скотт начал использовать электронный ластик Sakura.